# Ilbono
Ilbono (en sardo: Irbono) es un municipio de Italia de 2.293 habitantes en la provincia de Nuoro, región de Cerdeña.

## Evolución demográfica
| Gráfica de evolución demográfica de Ilbono entre 1861 y 2001 |
|                                                              |
| Fuente ISTAT - Elaboración gráfica de Wikipedia              |

## Galería fotográfica

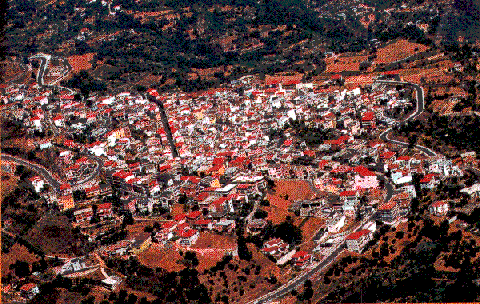
Vista completa del municipio.